# SN 1982N
SN 1982N – niepotwierdzona supernowa odkryta 18 sierpnia 1982 roku w galaktyce A211512-6556. W momencie odkrycia miała maksymalną jasność 17,00m.